# 国土交通省総合政策局
国土交通省総合政策局（こくどこうつうしょう そうごうせいさくきょく）は、国土交通省の内部部局の一つ。国土交通省の基本的かつ総合的な方針の策定、国土交通省の各局の横断的な施策等のとりまとめなどの役割を担っている。旧運輸省運輸政策局。

## 組織
- 局長（1）
  - 次長 （1）
    - 総務課
    - 政策課
    - 環境政策課
    - 海洋政策課
    - 社会資本整備政策課
    - バリアフリー政策課
    - 技術政策課
    - 情報政策課
    - 交通政策課
    - モビリティサービス推進課
    - 国際政策課
    - 海外プロジェクト推進課
    - 公共事業企画調整課
    - 行政情報化推進課
    - 参事官
    - 地域交通課
    - 国際建設管理官

（e-Gov 電子政府の総合窓口より）

## 主な所掌事務
- 国土交通省の基本的かつ総合的な政策や施策等の企画・立案等に関すること
- 住宅や社会資本への整備や管理に伴う環境問題への対応に関すること
- 生活空間や公共交通機関等のバリアフリー化、子育て環境の整備等に関すること
- 公共交通の利便性向上及び交通需要マネジメント施策の推進に関すること
- 建設産業の育成及び振興に関すること
- 不動産業の育成及び振興に関すること
- 交通運輸産業の育成及び振興に関すること
- 宅地供給の推進に関すること
- 海洋利用の推進に関すること
- 観光政策の推進に関すること
- 海外への国土交通基盤整備の支援等に関すること
- 交通安全対策の総合的な推進に関すること

## 歴代局長
| 代 | 氏名     | 在任期間                      | 出身 | 前職                           | 退任後の役職等                                                         |
| -- | -------- | ----------------------------- | ---- | ------------------------------ | ---------------------------------------------------------------------- |
|    | 竹歳誠   | - 2006年7月11日               | 建設 | 国土交通省都市・地域整備局長   | 国土交通省大臣官房長                                                   |
|    | 宿利正史 | 2006年7月11日 - 2007年7月10日 | 運輸 | 国土交通省自動車交通局長       | 国土交通省大臣官房長                                                   |
|    | 榊正剛   | 2007年7月10日 - 2008年7月4日  | 建設 | 国土交通省住宅局長             | 国土交通審議官                                                         |
|    | 大口清一 | 2008年7月4日 - 2009年7月24日  | 運輸 | 国土交通省鉄道局長             | 国土交通審議官                                                         |
|    | 増田優一 | 2009年7月24日 - 2010年8月10日 | 建設 | 国土交通省大臣官房長           | 国土交通審議官                                                         |
|    | 北村隆志 | 2010年8月10日 - 2011年9月16日 | 運輸 | 国土交通省大臣官房長           | 国土交通審議官                                                         |
|    | 中島正弘 | 2011年9月16日 - 2013年2月1日  | 建設 | 国土交通省国土政策局長         | 復興庁事務次官                                                         |
|    | 西脇隆俊 | 2013年2月1日 - 2014年7月8日   | 建設 | 国土交通省大臣官房総括審議官   | 国土交通省大臣官房長                                                   |
|    | 瀧口敬二 | 2014年7月8日 - 2015年7月31日  | 運輸 | 国土交通省鉄道局長             | 辞職                                                                   |
|    | 毛利信二 | 2015年7月31日 - 2016年6月21日 | 建設 | 国土交通省土地・建設産業局長   | 国土交通審議官                                                         |
|    | 藤田耕三 | 2016年6月21日 - 2017年7月7日  | 運輸 | 国土交通省鉄道局長             | 国土交通省大臣官房長                                                   |
|    | 由木文彦 | 2017年7月7日 - 2018年7月31日  | 建設 | 国土交通省住宅局長             | 国土交通審議官                                                         |
|    | 栗田卓也 | 2018年7月31日 - 2019年7月9日  | 建設 | 国土交通省都市局長             | 国土交通審議官                                                         |
|    | 蒲生篤実 | 2019年7月9日 - 2020年7月21日  | 運輸 | 国土交通省鉄道局長             | 観光庁長官                                                             |
|    | 石田優   | 2020年7月21日 - 2021年7月1日  | 建設 | 復興庁統括官                   | 国土交通審議官                                                         |
|    | 和田信貴 | 2021年7月1日 - 2022年6月28日  | 建設 | 国土交通省住宅局長             | 国土交通審議官                                                         |
|    | 瓦林康人 | 2022年6月28日 - 2023年7月4日  | 運輸 | 国土交通省大臣官房長           | 辞職                                                                   |
|    | 長橋和久 | 2023年7月4日 - 2024年4月1日   | 建設 | 国土交通省不動産・建設経済局長 | 内閣官房内閣審議官（内閣官房副長官補付）兼内閣官房復旧・復興支援総括官 |
|    | 榊真一   | 2024年4月1日 - 2024年7月1日   | 建設 | （兼国土交通審議官）           | 辞職                                                                   |
|    | 塩見英之 | 2024年7月1日 - 2025年7月1日   | 建設 | 国土交通省不動産・建設経済局長 | 国土交通審議官                                                         |
|    | 鶴田浩久 | 2025年7月1日 - 現職           | 運輸 | 国土交通省物流・自動車局長     |                                                                        |